# Annika Schach

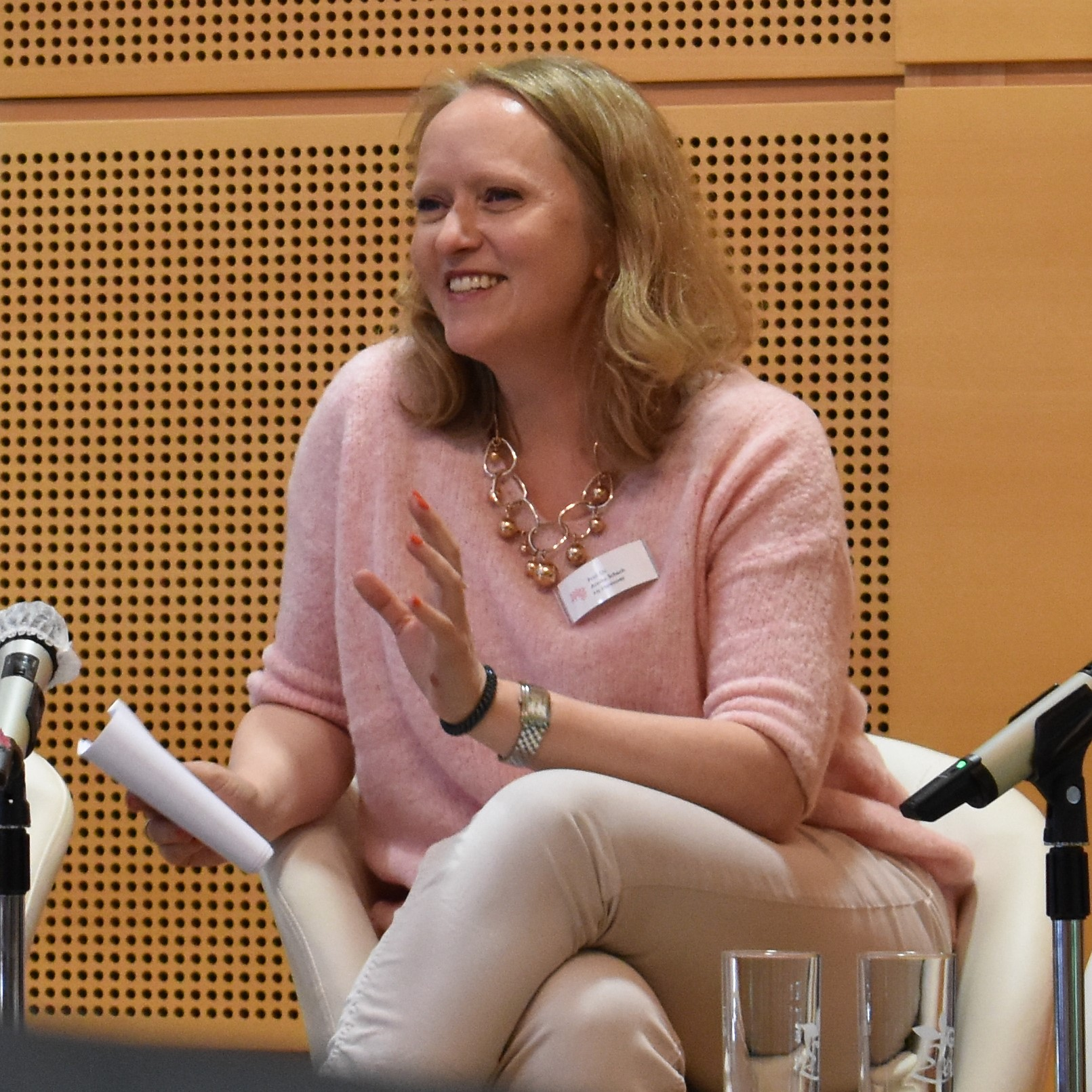
Annika Schach (2022)

Annika Schach (* 10. Juni 1977) ist eine deutsche Sprachwissenschaftlerin und seit Januar 2017 Professorin für Angewandte Public Relations an der Hochschule Hannover.

## Leben
Annika Schach studierte Sozialwissenschaften und Psychologie an der Mercator-Universität in Duisburg mit Abschluss als Diplom-Sozialwissenschaftlerin im Jahr 2002. Sie arbeitete als Pressereferentin in Düsseldorf und als PR-Managerin in Hamburg. Von 2006 bis 2013 leitete sie die Unternehmenskommunikation eines Modeunternehmens. Sie promovierte in Germanistischer Sprachwissenschaft an der Moritz-Arndt-Universität Greifswald zum Thema Das redaktionelle Gewinnspiel als Textsorte im Spannungsfeld zwischen Massenmedien und Markenkommunikation.
Seit 2013 vertrat sie die Professur für Angewandte Public Relations an der Hochschule Hannover im Studiengang Public Relations, 2017 wurde sie auf die Professur berufen. Ihre Schwerpunkte in Forschung und Lehre sind Kommunikationsstrategie und Konzeption, Sprache und Text in den Public Relations, Krisenkommunikation und aktuelle Entwicklungen in der digitalen Kommunikation. Sie arbeitet parallel als selbstständige Kommunikationsberaterin, Speakerin auf Fachveranstaltungen sowie als Autorin zahlreicher Publikationen und Fachartikel. Im Jahr 2017 führte sie ein fakultätsübergreifendes internationales Projekt für die Konrad-Adenauer-Stiftung mit Studierenden zum Thema „Erneuerbare Energien in Kasachstan“ durch.
Schach ist seit 2018 wissenschaftliche Leiterin der Deutschen Akademie für Public Relations (DAPR) in Düsseldorf. Von 2018 bis 2019 war sie als Bereichsleiterin Kommunikation und Stadtsprecherin der Landeshauptstadt Hannover tätig.
Sie ist Jurymitglied beim BdKom-Award des Bundesverbands der Kommunikatoren, der PR Report Awards und engagiert sich ehrenamtlich als Beisitzerin im Vorstand des Deutschen Kinderschutzbunds Landesverband Niedersachsen.
Im September 2020 gründete sie gemeinsam mit Timo Lommatzsch und Nico Ziegler die Kommunikationsberatung segmenta futurist:a in Hannover. Gemeinsam mit segmenta communications aus Hamburg wurden sie im November 2022 mit dem PR Report Award als Kommunikationsberatung des Jahres ausgezeichnet.
Im Januar 2025 wählte der Senat der Hochschule Hannover Annika Schach zur nebenberuflichen Vizepräsidentin für die Ressorts Lehre und Studium, Chancengleichheit und Internationales. Die Amtszeit begann am 1. März.
Schach ist verheiratet, hat zwei Kinder und lebt in Hannover.

## Publikationen
- A. Neumann: Das redaktionelle Gewinnspiel als Textsorte im Spannungsfeld zwischen Massenmedien und Markenkommunikation: Eine textlinguistische und systemtheoretische Untersuchung. Peter Lang, Berlin 2011, ISBN 978-3-631-62005-2.
- Advertorial, Blogbeitrag, Content-Strategie & Co. – Neue Texte der Unternehmenskommunikation. Springer Gabler, Wiesbaden 2014, ISBN 978-3-658-05491-5.
- C. Christoph, A. Schach: Compliance in der Unternehmenskommunikation. Strategie, Umsetzung und Auswirkungen. Springer Gabler, Wiesbaden 2015, ISBN 978-3-658-09470-6.
- Storytelling und Narration in den Public Relations. Eine textlinguistische Untersuchung der Unternehmensgeschichte. Springer VS, Wiesbaden 2015, ISBN 978-3-658-11011-6.
- Storytelling. Geschichten in Text, Bild und Film. Springer Gabler, Wiesbaden 2017, ISBN 978-3-658-15231-4.
- Inhalte, Medien und Formate der internen CSR-Kommunikation. In: R. Wagner, N. Roschker, A. Moutchnik (Hrsg.): CSR und Interne Kommunikation. Springer Gabler, Wiesbaden 2017, S. 115–126.
- C. Christoph, A. Schach: Handbuch Sprache in den Public Relations – Theoretische Ansätze – Handlungsfelder – Textsorten. Springer VS, Wiesbaden 2017, ISBN 978-3-658-15744-9.
- Die Perspektive der Organisationsforschung. Narration in der Kommunikation von Organisationssystemen. In: C. Efing, K-H. Kiefer (Hrsg.): Sprache und Kommunikation in der beruflichen Aus- und Weiterbildung. Ein interdisziplinäres Handbuch. Narr Francke Attempto, Tübingen 2018, S. 85–94.
- A. Schach, T. Lommatzsch: Influencer Relations. Marketing und PR mit digitalen Meinungsführern. Springer Gabler, Wiesbaden 2018, ISBN 978-3-658-21187-5.
- J. Meißner, A. Schach: Professionelle Krisenkommunikation. Basiswissen, Impulse und Handlungsempfehlungen für die Praxis. Springer Gabler, Wiesbaden 2019, ISBN 978-3-658-25428-5.
- Stil und Semantik im Storytelling. In: S. Ettl-Huber (Hrsg.): Storytelling in Journalismus, Organisations- und Marketingkommunikation. Springer VS, Wiesbaden 2019, S. 147–170.
- Starke Texte der Unternehmenskommunikation. Grundlagen und Anwendungsbeispiele von Public Relations bis Social Media. Springer Gabler, Wiesbaden 2022, ISBN 978-3-658-36709-1
- Diversity & Inclusion in Strategie und Kommunikation. Springer Gabler, Wiesbaden 2023, ISBN 978-3-658-40152-8